# جيرارد لوسون
جيرارد لوسون (بالإنجليزية: Gerard Lawson)‏ هو لاعب كرة القدم الكندية أمريكي، ولد في 12 يناير 1985.

## وصلات خارجية
- جيرارد لوسون على موقع مرجع كرة القدم المحترفة.كوم (الإنجليزية)